# Serbischer Fußballpokal 2010/11
Der Serbische Fußballpokal 2010/11 (auch Kup Srbije) war die fünfte Austragung des serbischen Pokalwettbewerbs. Er wurde vom Serbischen Fußball-Bund (FSS) ausgetragen. Das Finale fand am 11. Mai 2011 im Stadion Roter Stern von Belgrad statt.
Pokalsieger wurde Partizan Belgrad. Das Team setzte sich im Finale gegen Vojvodina Novi Sad durch. Da Partizan durch die Meisterschaft bereits für die der Champions League qualifiziert war, erhielt der unterlegene Finalist den Startplatz für die 2. Qualifikationsrunde in der UEFA Europa League 2011/12.

## Modus
Das Halbfinale wurde in Hin- und Rückspiel ausgetragen. In den anderen Runden wurden die Begegnungen in einem Spiel ausgetragen. Endete ein Spiel nach 90 Minuten unentschieden, kam es direkt zum Elfmeterschießen.

## Teilnehmer
| SuperLiga 2009/10 (16) | SuperLiga 2009/10 (16) | Prva Liga (18) | Prva Liga (18) | Regionale Pokalsieger (5)                                                               |
| --- | --- | --- | --- | --------------------------------------------------------------------------------------- |
| - FK Borac Čačak - FK BSK Borča - FK Čukarički - FK Hajduk Kula - FK Jagodina - FK Javor Ivanjica - FK Metalac - FK Mladi Radnik | - FK Napredak Kruševac - Partizan Belgrad - FK Rad Belgrad - Roter Stern Belgrad - FK Smederevo - Spartak Zlatibor Voda - Vojvodina Novi Sad - OFK Belgrad | - FK Banat Zrenjanin - FK Bežanija - FK ČSK Pivara - FK Dinamo Vranje - FK Inđija - FK Kolubara - FK Mladost Apatin - FK Mladost Lučani - FK Novi Pazar | - FK Novi Sad - FK Proleter Novi Sad - FK Radnički Niš - FK Radnički Sombor - Sloboda Point Sevojno - FK Sloga Kraljevo - FK Srem - FK Teleoptik - FK Zemun | - FK Donji Srem - FK Mokra Gora - FK Sloga Petrovac - FK Srem Jakovo - OFK Sinđelić Niš |

## Vorrunde
|                   | Ergebnis        |                    |
| ----------------- | --------------- | ------------------ |
| 1. September 2010 |                 |                    |
| FK Srem Jakovo    | 1:0             | FK ČSK Pivara      |
| OFK Sinđelić Niš  | 2:0             | FK Dinamo Vranje   |
| FK Donji Srem     | 3:2             | FK Banat Zrenjanin |
| FK Mladost Apatin | 3:2             | FK Radnički Sombor |
| FK Sloga Kraljevo | 2:1             | FK Radnički Niš    |
| FK Sloga Petrovac | 1:1 (5:3 i. E.) | FK Zemun           |
| FK Mokra Gora     | 1:1 (5:4 i. E.) | FK Mladost Lučani  |

## 1. Runde
|                       | Ergebnis        |                       |
| --------------------- | --------------- | --------------------- |
| 22. September 2010    |                 |                       |
| FK BSK Borča          | 1:1 (3:5 i. E.) | FK Srem               |
| FK Donji Srem         | 0:2             | FK Rad Belgrad        |
| FK Sloga Kraljevo     | 0:2             | Roter Stern Belgrad   |
| Spartak Zlatibor Voda | 2:1             | FK Novi Pazar         |
| FK Mokra Gora         | 1:1 (8:9 i. E.) | FK Smederevo          |
| FK Srem Jakovo        | 2:2 (5:4 i. E.) | FK Javor Ivanjica     |
| FK Mladost Apatin     | 0:6             | Partizan Belgrad      |
| OFK Sinđelić Niš      | 2:0             | FK Čukarički          |
| FK Sloga Petrovac     | 0:2             | Vojvodina Novi Sad    |
| FK Borac Čačak        | 2:0             | FK Inđija             |
| FK Teleoptik          | 2:1             | OFK Belgrad           |
| FK Proleter Novi Sad  | 1:0             | FK Napredak Kruševac  |
| FK Metalac            | 1:1 (5:3 i. E.) | FK Novi Sad           |
| FK Jagodina           | 4:0             | FK Bežanija           |
| FK Mladi Radnik       | 1:3             | Sloboda Point Sevojno |
| FK Hajduk Kula        | 0:0 (4:5 i. E.) | FK Kolubara           |

## Achtelfinale
|                       | Ergebnis        |                       |
| --------------------- | --------------- | --------------------- |
| 27. Oktober 2010      |                 |                       |
| FK Kolubara           | 1:2             | Spartak Zlatibor Voda |
| FK Srem Jakovo        | 2:2 (6:7 i. E.) | Vojvodina Novi Sad    |
| FK Srem               | 0:2             | FK Jagodina           |
| Roter Stern Belgrad   | 4:0             | FK Borac Čačak        |
| FK Smederevo          | 0:0 (3:4 i. E.) | FK Teleoptik          |
| Sloboda Point Sevojno | 2:1             | FK Metalac            |
| Partizan Belgrad      | 3:0             | FK Proleter Novi Sad  |
| OFK Sinđelić Niš      | 0:0 (4:2 i. E.) | FK Rad Belgrad        |

## Viertelfinale
|                       | Ergebnis |                       |
| --------------------- | -------- | --------------------- |
| 10. November 2010     |          |                       |
| Sloboda Point Sevojno | 3:2      | Spartak Zlatibor Voda |
| Vojvodina Novi Sad    | 1:0      | FK Jagodina           |
| Roter Stern Belgrad   | 2:1      | FK Teleoptik          |
| OFK Sinđelić Niš      | 0:4      | Partizan Belgrad      |

## Halbfinale
|                              | Gesamt |                     | Hinspiel | Rückspiel |
| ---------------------------- | ------ | ------------------- | -------- | --------- |
| 16. März 20110 6. April 2011 |        |                     |          |           |
| Partizan Belgrad             | 2:1    | Roter Stern Belgrad | 2:0      | 0:1       |
| Sloboda Point Sevojno        | 1:3    | Vojvodina Novi Sad  | 1:2      | 0:1       |

## Finale
| Paarung            | Vojvodina Novi Sad – Partizan Belgrad |
| Ergebnis           | 1:2 (0:1) abgebrochen; 0:3 gewertet 1 |
| Datum              | 11. Mai 2011 |
| Stadion            | Stadion Roter Stern, Belgrad |
| Zuschauer          | 25.000 |
| Schiedsrichter     | Slobodan Veselinović |
| Tore               | 0:1 Prince Tagoe (17.) 1:1 Daniel Mojsov (63.) 1:2 Zvonimir Vukić (72. Foulelfmeter) |
| Vojvodina Novi Sad | Željko Brkić – Miroslav Vulićević, Branislav Trajković, Daniel Mojsov, Vladan Pavlović – Janko Tumbasević, Slobodan Medojević, Nikola Lazetić (74. Aleksandar Katai) – Miroslav Stevanović (60. Giorni Merebaschwili), Brana Ilić, Aboubakar Oumarou. Cheftrainer: Zoran Milinković    |
| Partizan Belgrad   | Vladimir Stojković – Aleksandar Miljković, Stefan Savić, Mladen Krstajić, Marko Jovanović – Mohamed Kamara, Milan Smiljanić (82. Radosav Petrović), Stefan Babović – Nemanja Tomić (73. Saša Ilić), Prince Tagoe, Ivica Iliev (62. Zvonimir Vukić). Cheftrainer: Aleksandar Stanojević |
| Gelbe Karten       | Nikola Lazetić, Janko Tumbasević, Slobodan Medojević, Daniel Mojsov, Branislav Trajković – Ivica Iliev, Prince Tagoe, Stefan Savić |